# Keturvalakiai

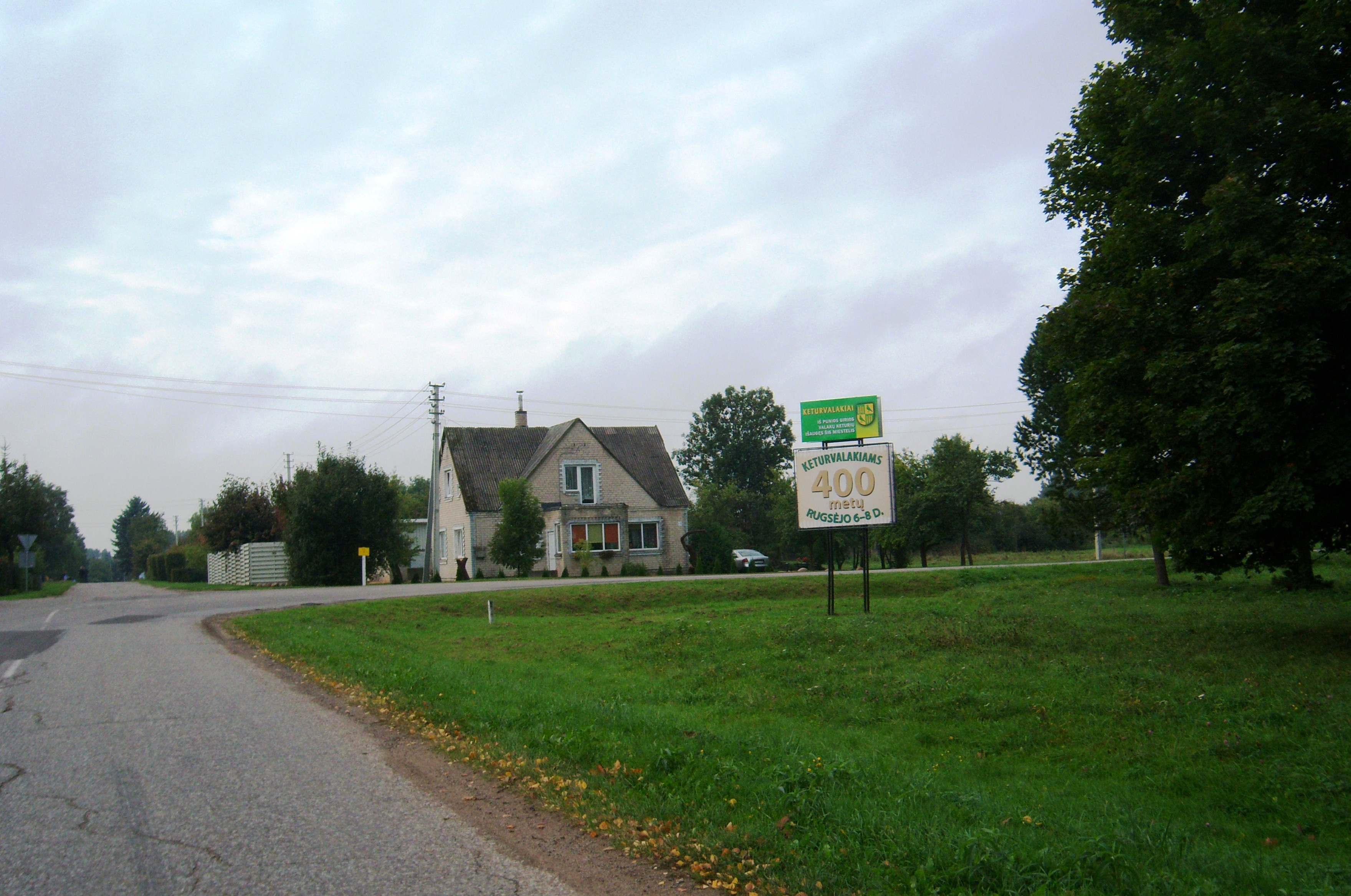
Placa anunciando comemoração de 400 anos.

Keturvalakiai é uma cidade da Lituânia, no condado de Marijampolė na região de Vilkaviškis, localizado a cerca de 14 km a oeste da cidade de Marijampolė. Está localizado no caminho entre Vilkaviškis e Kalvarija sobre o rio Szejmeną. Há na cidade, um correio, uma igreja e um cemitério. De acordo com o censo de 2001, a cidade tinha uma população de 134 habitantes.
Durante o Congresso da Polônia era a capital da comuna rural de Karkliny.